# クロキン激音団
クロキン激音団（クロキン・げきおんだん）はCROSS FMで毎週金曜日の21:00-23:00に放送されていたラジオ番組。 放送期間は2006年4月7日-2008年9月26日。 ナビゲーターはスマイリー原島と山本真理子。天神きらめき通りスタジオからの生放送。

## 概要
- 2003年4月から土曜日の午後にオンエアされていた「CROSS SUPER SATURDAY」が「クロサタX」に改編されるのに伴い新設された番組で、「クロサタX」の別館的位置付けの番組。放送スタッフも同じである。
- 「クロサタX」がリスナー参加型のコーナーが多いのに対し、「クロキン激音団」は福岡のミュージックシーンを中心とした音楽情報番組。
- 番組のテーマは「NICH & RICH, FOOL & COOL, RARE & CORE」。メジャーからマイナー、インディーズなど、なかなかラジオでかかりにくい音楽もオンエアされている。
- キャッチコピーは当初「FRIDAY MUSIC FACTORY」だったが、2006年10月から「FRIDAY ROCKIN' FACTORY」になっている。2007年からスマイリー原島が「ROCKIN' AIR WAVE、クロキン激音団」とも言っているが、実際はオンエア上で1人言っているだけでタイムテーブルなどにはクレジットされていない。

## ナビゲーター
- スマイリー原島
- 山本真理子

同局では「CROSS SUPER SATURDAY」からのコンビである。

## 主なコーナー
- 週間音泉 （21:10頃）

国内外の音楽界のニュースを紹介する。主にドメスティックニュースと海外の芸能ニュースを紹介。
- バック・トゥ・ザ・ロック（21:40頃）

過去のヒット曲などを紹介。
- アーティストGPS（21:50頃）

ゲストコーナー。福岡滞在中のアーティストをスタジオに呼んで話をしたり、スマイリー原島がアーティストに電話をして話を聞いたりする。
- 金曜音偵団（〜2007年春）→クロキン激レコメンドC（2007年春〜）（22:15頃）

番組推薦の音楽を紹介する特集コーナー。「アーティストGPS」が休みの週は拡大されて放送される。
- ライブドットコイ（22:35頃）

放送当日から次週にかけて福岡近郊で行われるライヴを紹介する。
- 先リク（不定期）

先週届いていたリクエストに応えるコーナー。

## オープニングテーマ
- 放送開始〜2007年春

Hate To Say I Told You／The Hives
- 2007年春以降

Atlantis To Interzone／Klaxons